# Línea 2 (Urbanos de San Lorenzo de El Escorial)
La línea 2 de la red de autobuses urbanos de San Lorenzo de El Escorial une entre sí El Escorial, San Lorenzo de El Escorial, su hospital y la urbanización La Pizarra.

## Características
Esta línea tiene varias funciones. Por un lado, une los municipios de El Escorial y San Lorenzo de El Escorial, muy próximos entre sí. Además, ofrece conexión directa a ambos con el Hospital de El Escorial. En última instancia, presta servicio a las urbanizaciones de Felipe II y La Pizarra, siendo su único medio de transporte público.
Tiene la particularidad de que, en sentido La Pizarra solo un servicio lectivo presta servicio a la urbanización de Felipe II, mientras que en sentido El Escorial todos los servicios se adentran en dicha urbanización.
Los autobuses urbanos de San Lorenzo de El Escorial y El Escorial siguen una numeración conjunta para evitar confusión de duplicidad de numeraciones en dos municipios tan cercanos y relacionados. Las líneas siguen una numeración progresiva del 1 al 4, pero a San Lorenzo de El Escorial sólo le pertenece los números 1, 2 y 4, quedando el número 3 para El Escorial.
La línea circula por el término municipal de El Escorial, incluso estableciendo su cabecera en dicho municipio, pero puesto que su recorrido mayoritario se encuentra en San Lorenzo de El Escorial corresponde como una línea de dicho municipio. Como bien se expresa en la numeración interna del CRTM, recibe el número 2131. El primer dígito corresponde a la línea, en este caso la línea 2. Y los últimos tres dígitos corresponden al municipio por el que circula, en este caso 131 corresponde al municipio de San Lorenzo de El Escorial.
La línea mantiene los mismos horarios todo el año (exceptuando las vísperas de festivo y festivos de Navidad).
Está operada por la empresa ALSA mediante la concesión administrativa VCM-607 - Madrid – San Lorenzo de El Escorial (Viajeros Comunidad de Madrid) del Consorcio Regional de Transportes de Madrid.
1. ↑  «Transportes». San Lorenzo de El Escorial. Consultado el 14 de marzo de 2024.

## Horarios
| Lunes a viernes laborables | Lunes a viernes laborables | Sábados laborables, domingos y festivos | Sábados laborables, domingos y festivos |
| El Escorial > La Pizarra   | La Pizarra > El Escorial   | El Escorial > La Pizarra                | La Pizarra > El Escorial                |
| 07:30                      | 08:05                      | 07:30                                   | 08:05                                   |
| 08:30                      | 09:05                      | 14:30                                   | 15:05                                   |
| 09:30                      | 10:05                      | 21:30                                   | 22:05                                   |
| 10:30                      | 11:05                      |                                         |                                         |
| 11:30                      | 12:05                      |                                         |                                         |
| 12:30                      | 13:05                      |                                         |                                         |
| 13:30                      | 14:05                      |                                         |                                         |
| 14:30                      | 15:05                      |                                         |                                         |
| 15:30                      | 16:05                      |                                         |                                         |
| 16:30                      | 17:05                      |                                         |                                         |
| 17:15                      | 19:05                      |                                         |                                         |
| 18:30                      | 21:05                      |                                         |                                         |
| 20:30                      | 22:05                      |                                         |                                         |
| 21:30                      |                            |                                         |                                         |

1. ↑  Sólo se realiza los días lectivos, continúa a la urb. Felipe II.

## Recorrido y paradas

### Sentido La Pizarra
| Código                                                                                 | Parada                                 | Común con                  | Municipio                  |
| -------------------------------------------------------------------------------------- | -------------------------------------- | -------------------------- | -------------------------- |
| 10183                                                                                  | Av. Constitución - Francisco Valiño    | 640 661 666 667 669 669A 3 | El Escorial                |
| 11527                                                                                  | San Sebastián - Cardenal Cisneros      | 661 667 669 669A 3         | El Escorial                |
| 18485                                                                                  | Av. M. Moratiel Iban - Pablo Mayoral   | 661 667                    | El Escorial                |
| 18486                                                                                  | Quintamora - Urb. Los Escoriales       |                            | El Escorial                |
| 18487                                                                                  | Quintamora - Ctra. Estación            |                            | El Escorial                |
| 11529                                                                                  | Juan de Toledo - Estación de Autobuses | 640 661 4                  | San Lorenzo de El Escorial |
| 10212                                                                                  | Juan de Toledo - Codolosa              | 640 660 664 669 669A 4     | San Lorenzo de El Escorial |
| 10213                                                                                  | Juan de Toledo - Biblioteca            | 640 660 664 669 669A 4     | San Lorenzo de El Escorial |
| 11530                                                                                  | Ctra. M-600 - Urb. Jardín de Reyes     | 640 660 664 669 669A 4     | San Lorenzo de El Escorial |
| 10443                                                                                  | Pozas - Centro Comercial               | 640 669 1                  | San Lorenzo de El Escorial |
| 10214                                                                                  | Ctra. M-600 - Urb. Monte Escorial      | 640 660 664 669 669A 3 4   | San Lorenzo de El Escorial |
| 10215                                                                                  | Ctra. M-600 - Hospital El Escorial     | 660 664 4                  | San Lorenzo de El Escorial |
| 11026                                                                                  | Hospital El Escorial                   | 640 660 669 669A 3 4       | San Lorenzo de El Escorial |
| 10216                                                                                  | Ctra. M600 - Urb. La Pizarra           | 660 664                    | San Lorenzo de El Escorial |
| 15525                                                                                  | Amboto - Mendiola                      |                            | San Lorenzo de El Escorial |
| 18488                                                                                  | Udala - Amboto                         |                            | San Lorenzo de El Escorial |
| 18489                                                                                  | Udala - Barrasqui                      |                            | San Lorenzo de El Escorial |
| 18490                                                                                  | Udala - Aloña                          |                            | San Lorenzo de El Escorial |
| La expedición que continúa a la urbanización Felipe II realiza las siguientes paradas: |                                        |                            |                            |
| 18491                                                                                  | Udala - Barrasqui                      |                            | San Lorenzo de El Escorial |
| 18488                                                                                  | Udala - Amboto                         |                            | San Lorenzo de El Escorial |
| 10204                                                                                  | Ctra. M600 - Urb. La Pizarra           | 660 664                    | San Lorenzo de El Escorial |
| 18472                                                                                  | Fco. de Goya - Fco. de Ribera          |                            | San Lorenzo de El Escorial |
| 18473                                                                                  | Pablo Picasso - Fco. de Goya           |                            | San Lorenzo de El Escorial |
| 15302                                                                                  | Pablo Picasso - Luquetto               |                            | San Lorenzo de El Escorial |

### Sentido El Escorial
| Código | Parada                                 | Común con                  | Municipio                  |
| ------ | -------------------------------------- | -------------------------- | -------------------------- |
| 18490  | Udala - Aloña                          |                            | San Lorenzo de El Escorial |
| 18491  | Udala - Barrasqui                      |                            | San Lorenzo de El Escorial |
| 18488  | Udala - Amboto                         |                            | San Lorenzo de El Escorial |
| 10204  | Ctra. M600 - Urb. La Pizarra           | 660 664                    | San Lorenzo de El Escorial |
| 18472  | Fco. de Goya - Fco. de Ribera          |                            | San Lorenzo de El Escorial |
| 18473  | Pablo Picasso - Fco. de Goya           |                            | San Lorenzo de El Escorial |
| 15302  | Pablo Picasso - Luquetto               |                            | San Lorenzo de El Escorial |
| 10205  | Ctra. M-600 - Hospital El Escorial     | 660 664                    | San Lorenzo de El Escorial |
| 11026  | Hospital El Escorial                   | 640 660 669 669A 3 4       | San Lorenzo de El Escorial |
| 10206  | Ctra. M-600 - Urb. Monte Escorial      | 640 660 664 669 669A 3 4   | San Lorenzo de El Escorial |
| 10443  | Pozas - Centro Comercial               | 640 669 1                  | San Lorenzo de El Escorial |
| 11531  | Ctra. M600 - Urb. Jardín de Reyes      | 640 660 664 669 669A       | San Lorenzo de El Escorial |
| 10207  | Juan de Toledo - Biblioteca            | 640 660 664 669 669A       | San Lorenzo de El Escorial |
| 10208  | Juan de Toledo - Velázquez             | 640 660 664 669 669A       | San Lorenzo de El Escorial |
| 10221  | Juan de Toledo - Estación de Autobuses | 1                          | San Lorenzo de El Escorial |
| 18482  | Quintamora - Ctra. Estación            |                            | El Escorial                |
| 18483  | Quintamora - Urb. Los Escoriales       |                            | El Escorial                |
| 18484  | Av. M. Moratiel Iban - Pablo Mayoral   | 661 667                    | El Escorial                |
| 11528  | San Sebastián - Conde de Chinchón      | 661 667 669 669A 3         | El Escorial                |
| 10187  | Av. Constitución - Quiterio López      | 640 661 666 667 669 669A 3 | El Escorial                |